# Progona VBK
Progona VBK var en volleybollklubb i Göteborg i Sverige. Herrarna blev svenska mästare 1983.,

### Fotnoter
1. ↑  Anita Sandberg. När Var Hur 1978. Bokförlaget Forum. sid. 447
2. 1 2 3  ”Progona VBK” (på engelska). Volleybox. https://volleybox.net/progona-vbk-t2989/tournaments. Läst 25 september 2022.
3. ↑   numera CEV Champions League
4. ↑  Stefan Nilsson (28 mars 2021). ””Jag förlorade min identitet – det var bara ett mörkt hål””. Expressen. https://www.expressen.se/gt/sport/jag-forlorade-min-identitet-det-var-bara-ett-morkt-hal/. Läst 29 mars 2024.
5. ↑  ”80-talet”. Svenska Volleybollförbundet. http://iof3.idrottonline.se/SvenskaVolleybollforbundet/volleyboll/Omvolleyboll/Historik/SvenskaMastaregenomtiderna/90-talet/. Läst 10 februari 2015.